# فرهاد توحیدی
فرهاد توحیدی (زاده ۲۴ آذر ۱۳۳۵) فیلم‌نامه‌نویس و مدرس اهل ایران است. او دبیر چهاردهمین جشن خانه سینما و در اوایل دهه نود رئیس هیئت مدیره خانه سینما بود. او دبیر دوره پنجم و دوره ششم جشنواره بین‌المللی فیلم سبز ایران بوده است. فرهاد توحیدی شش بار کاندیدای جایزه بهترین فیلمنامه از جشن خانه سینما و جشنواره فجر شده است. از مهم‌ترین فیلم‌هایی که او سناریست آنها بوده می‌توان به دنیا، پرونده هاوانا (علیرضا رئیسیان)، پاداش سکوت (مازیار میری) و بدون قرار قبلی (بهروز شعیبی) اشاره کرد.

## نویسنده
| سال  | نام فیلم              | کارگردان         |
| ---- | --------------------- | ---------------- |
| ۱۴۰۰ | بدون قرار قبلی        | بهروز شعیبی      |
| ۱۳۹۸ | مست عشق               | حسن فتحی         |
| ۱۳۹۷ | جانان                 | کامران قدکچیان   |
| ۱۳۹۴ | امکان مینا            | کمال تبریزی      |
| ۱۳۹۴ | خماری                 | محمدحسین لطیفی   |
| ۱۳۹۴ | ۵۰ کیلو آلبالو        | مانی حقیقی       |
| ۱۳۹۲ | شهر موشها ۲           | مرضیه برومند     |
| ۱۳۸۷ | هفت و پنج دقیقه       | محمدمهدی عسگرپور |
| ۱۳۸۵ | بی‌وفا                 | اصغر نعیمی       |
| ۱۳۸۵ | پاداش سکوت            | مازیار میری      |
| ۱۳۸۴ | پرونده هاوانا         | علیرضا رئیسیان   |
| ۱۳۸۴ | راه طی شده            | عباس رافعی       |
| ۱۳۸۳ | مجردها                | اصغر هاشمی       |
| ۱۳۸۱ | توکیو بدون توقف       | سعید عالم‌زاده    |
| ۱۳۸۱ | گاهی به آسمان نگاه کن | کمال تبریزی      |
| ۱۳۸۰ | دنیا                  | منوچهر مصیری     |
| ۱۳۸۰ | مربای شیرین           | مرضیه برومند     |
| ۱۳۷۶ | مرد عوضی              | محمدرضا هنرمند   |
| ۱۳۷۱ | مشت‌های کوچک           | ثریا قاسمی       |